# Класс EXPTIME

Иерархия классов сложности.

Класс сложности EXPTIME (иногда называемый просто EXP) — это множество задач, в теории сложности вычислений, решаемых с помощью детерминированной машины Тьюринга за время O(2p(n)), где p(n) это полиномиальная функция от n.

## Свойства
Известно, что
P {\displaystyle \subseteq } NP {\displaystyle \subseteq } PSPACE {\displaystyle \subseteq } EXPTIME {\displaystyle \subseteq } NEXPTIME {\displaystyle \subseteq } EXPSPACE
Также, по теоремам en:time hierarchy theorem и en:space hierarchy theorem
P {\displaystyle \subsetneq } EXPTIME  ;    NP {\displaystyle \subsetneq } NEXPTIME  ;    PSPACE {\displaystyle \subsetneq } EXPSPACE